# Abdel-Kader Salifou
Abdel-Kader Salifou (Reims, 7 december 1989) is een Frans professioneel tafeltennisser. Hij speelt rechtshandig met de shakehandgreep.